# Dacus spissus
Dacus spissus är en tvåvingeart som beskrevs av Munro 1984. Dacus spissus ingår i släktet Dacus och familjen borrflugor.
Artens utbredningsområde är Uganda. Inga underarter finns listade i Catalogue of Life.